# Slaviša Jokanović
Slaviša Jokanović (Novi Sad, 16. kolovoza 1968.) srbijanski je nogometni trener i umirovljeni nogometaš koji je 1990-ih i ranih 2000-ih igrao na poziciji središnjeg veznog igrača.

## Klupska karijera
Jokanović u juniorskim godinama nogometnu karijeru započinje u klubu Novi Sad dok profesionalcem postaje u novosadskoj Vojvodini s kojom osvaja jugoslavensko prvenstvo u sezoni 1988./89. Godine 1990. Jokanović se pridružuje beogradskom Partizanu s kojime osvaja jugoslavenski kup u sezoni 1991./92., a iduće sezone i prvenstvo.
Nakon uspjeha u Partizanu, odlazi u španjolski Real Oviedo. Nakon Ovieda odlazi u Tenerife u kojem provodi četiri sezone, najviše od bilo kojeg kluba za koji je nastupao.
S Deportivom iz La Coruñe osvaja španjolsko prvenstvo 2000. godine. Za klub je odigrao 23 utakmice čineći važnu kariku u sredini veznog reda zajedno s Brazilcem Maurom Silvom.
Nakon Španjolske, Jokanović odlazi u Englesku, u redove Chelseaja u listopadu 2000. godine. Njegov transfer londonski klub platio je 1,7 milijuna GBP. Nakon dvije sezone nastupa za Bluese, karijeru privodi kraju u španjolskoj drugoj ligi, u klubu Ciudad de Murcia za koju je igrao svega tri mjeseca.

## Reprezentativna karijera
Jokanović je predstavljao SFRJ i SR Jugoslaviju za koju je u 11 godina prikupio 64 nastupa i postigao 10 golova. Svoju zemlju predstavljao je na dva velika natjecanja: Svjetskom prvenstvu 1998. godine u Francuskoj i Europskom prvenstvu 2000. godine u Belgiji i Nizozemskoj.

## Trenerska karijera
Jokanović je živio u Madridu kada se u rujnu 2007. godine kao član tehničkog osoblja pridružio momčadi trećeligaša Club Atlético de Pinto. Međutim, tri mjeseca kasnije postaje glavni trener beogradskog Partizana, umjesto Miroslava Đukića koji je napustio klub. Zanimljivo je da mu se obitelj (žena i troje djece) nisu pridružili u Beogradu nego su ostali u španjolskom glavnom gradu.
U svibnju 2008. godine pod Jokanovićevim vodstvom, Partizan osvaja dvostruku krunu (prvenstvo i kup). Također, srpski nogometni savez proglasio ga je "trenerom godine", ali odbio je primiti tu nagradu zbog loših Partizanovih rezultata tijekom sezone 2008./09. u Kupu UEFA po skupinama. U svibnju 2009. godine Jokanović osvaja drugu dvostruku krunu te postaje prvi trener u klupskom povijesti koji je uspio obraniti dvostruku krunu.
Dana 5. rujna 2009. godine Jokanović nakon sporazumnog raskida ugovora napušta Partizan. Javnosti je svoj odlazak obrazložio u obliku otvorenog pisma. Iako je pismo pisano u pozitivnom tonu prema Partizanu, Jokanovićev odlazak obilježile su i brojne kontroverze, zbog tvrdnji o postojećim svađama unutar izvršnog odbora kluba.